# 共聚聚酯
共聚聚酯(Copolyester)例如由改質PCT(1,4-環己烷二甲醇，2,2,4,4-四甲基-1,3-环丁二醇)及聚對苯二甲酸環己烷二甲酯所組成的聚合物。由美國伊士曼化學研發。
通過美國FDA認證，號碼為No. 729。

## 概要
隨著生活中塑膠使用普及，雙酚A、環境賀爾蒙對人類危害不容小覷。在部分國家，聚碳酸酯已被禁止生產。標榜不含雙酚A，耐刮，耐摔，耐高溫等特性。

## 爭議
使用共聚聚酯材質製成的水壺，曾發生耐熱度不符合標示，甚至變形的情形。